# Liga Północna
Liga Północna (wł. Lega Nord) – włoska partia polityczna. Liderem partii jest Matteo Salvini. Od 2018 w wyborach partia używa skróconej nazwy Lega (pol. Liga).

## Historia

### Początki partii
Ruch sięga korzeniami do lat 70. XX wieku, kiedy to Umberto Bossi założył Północno-Zachodnią Unię Lombardii na Rzecz Autonomii, przekształconą z czasem w Ligę Lombardzką. Ruch postulował przekształcenie Włoch w konfederację autonomicznych regionów. Następnie w  grudniu 1989 roku zawarto sojusz pomiędzy Ligą Lombardzką (wł. Lega Lombarda) i pięcioma innymi partiami działającymi na północy Włoch i postulującymi autonomię regionalną. Liga Lombardzka nawiązywała do średniowiecznego związku miast włoskich o tej samej nazwie. W skład koalicji poza Lega Lombarda weszły: Liga Veneta, Piemont Autonomista, L’Union Ligure, La Lega Emilia-Romagnola i Alleanza Toscana. Przywódcą partii w początkowym okresie był Umberto Bossi. Bossi był przychylny gospodarce wolnorynkowej, niechętnie patrzył na imigrację do Włoch, podkreślał mocno różnice pomiędzy bogatą, wysoko rozwiniętą północą Włoch a biednym południem. W wyborach lokalnych w 1990 roku w Lombardii Liga Lombardzka zdobyła aż 1.2 mln głosów, prawie 19% wszystkich głosów ważnych. Wszystkie partie lokalne będące częścią ligi zdobyły w sumie 4.4% głosów w skali kraju.
Najważniejszym postulatem Ligi w 1990 roku był postulat podziału Włoch na trzy regiony: środkowy, północny i południowy. Na północy postulowano utworzenie Republiki Północnej, złożonej z Lombardii, Piemontu, Ligurii, Emilia-Romagna, Toskanii i Veneto. W myśl postulatów partii Republika Północna byłaby praktycznie całkowicie suwerenna i niepodległa, rząd centralny zlokalizowany w Rzymie zajmowałby się jedynie utrzymaniem armii i polityką zagraniczną.

### Lata 1992–2018
W wyborach w 1992 roku partia zdobyła 3.3 mln głosów (8.7%) i zdobyła 55 mandatów w parlamencie, na północy stała się drugą pod względem wielkości poparcia partią polityczną.
W 1994 r. partia weszła w koalicje z Sojuszem Narodowym i Forza Italia, koalicja przyjęła nazwę Biegun Wolności i później weszła w skład rządu Silvio Berlusconiego. W 2001 r. ponownie znalazła się w koalicji, mając 30 (na 630) miejsc w izbie niższej włoskiego parlamentu i 17 (na 325) w senacie. W wyborach we Włoszech w 2006 r. do izby niższej (Camera dei Deputati) partia startując wspólnie z Ruchem dla Autonomii otrzymała 4,58% głosów i uzyskała 26 miejsc. W wyborach parlamentarnych w 2008 r. otrzymała 8,29% głosów.
W 2012 roku lider ugrupowania Umberto Bossi został oskarżony o nadużycia finansowe i podał się do dymisji, nowym przywódcą partii został Roberto Maroni . Odejście Bossiego i atmosfera skandalu otaczająca partie negatywnie odbiła się na wynikach partii, w wyborach w 2013 r. Liga zdobyła zaledwie 4,08% głosów . W 2013 roku nowym przywódcą Ligi został Matteo Salvini . Salvini porzucił separatyzm północy Włoch . Symbolicznym wyrazem zmiany nastawienia było usunięcie przymiotnika „północna” z plakatów i loga partii w 2018 roku . Salvini zdecydował o utworzeniu oddziału partii na południu Włoch  i przeprosił mieszkańców południowych Włoch za to, że partia ich obrażała .
W wyborach w 2018 r. partia osiągnęła najlepszy wynik w historii – 17,37%. Po wyborach Liga rozpoczęła negocjacje koalicyjne z Ruchem Pięciu Gwiazd. Rozmowy zakończyły się powołaniem nowego rządu z udziałem polityków Ligi – Matteo Salvini objął urząd ministra spraw wewnętrznych.

## Symbolika
Symbolem partii jest Alberto da Giussano, XII-wieczny włoski rycerz, który dowodził wojskami średniowiecznej Ligi Lombardzkiej w wojnie przeciwko Fryderykowi Barbarossie.

## Wyniki wyborcze
| rok  | wynik (%) | mandatów |
| ---- | --------- | -------- |
| 1992 | 8,6       | 55       |
| 1994 | 8,4       | 117      |
| 1996 | 10,1      | 59       |
| 2001 | 3,9       | 30       |
| 2006 | 4,6       | 26       |
| 2008 | 8,3       | 60       |
| 2013 | 4,1       | 18       |
| 2018 | 17,4      | 124      |
| 2022 | 8,8       | 66       |